# Kom Kucki
Le Kom Kucki est le point culminant du massif de Komovi, dans les Alpes dinariques. Il culmine à 2 487 mètres, au Monténégro. Il s'agit d'un sommet calcaire entièrement rocheux, dépourvu de végétation. Son ascension demande près de cinq heures depuis le camp d'Eko Katun, sur le plateau de Stavna. Un autre itinéraire démarre de Carine.